# Jerzy Dubrowski
Jerzy Adolf Dubrowski (ur. 21 marca 1921 w Warszawie, zm. 24 grudnia 1998) tamże – polski lekarz, powstaniec warszawski, ps. „Doktor Wnuk”, „Wnuk”. 

## Życiorys
W 1939 roku ukończył I Państwowe Gimnazjum i Liceum im. Stefana Batorego w Warszawie. W czasie okupacji studiował na Wydziale Lekarskim Uniwersytetu Warszawskiego oraz na Wydziale Lekarskim Uniwersytetu Poznańskiego.
W powstaniu warszawskim pracował jako młody lekarz w grupie sanitarnej szpitala przy ul. Długiej 15, uzyskał nominacją do stopnia podporucznika. Po upadku powstania dla części rannych pacjentów wymagających dalszej opieki szpitalnej zorganizował miejsce w punkcie zbiorczym przy ul. Mokotowskiej, a chodzących przeprowadził do obozu przejściowego w Pruszkowie (Dulag 121). Wydostał się z obozu i w Opocznie dołączył do oddziału partyzanckiego, z którym walczył do grudnia 1944. Od grudnia 1944 do końca wojny pracował w Szpitalu Zakaźnym w Kielcach.
Po wojnie był m.in. kierownikiem ambulatorium lecznicy Ministerstwa Zdrowia i Opieki Społecznej.
Jego siostrą była Krystyna Siesicka.
Został pochowany na Starych Powązkach (kwatera PPRK-1-215).

## Ordery i odznaczenia
- Krzyż Kawalerski Orderu Odrodzenia Polski[1]
- Krzyż Armii Krajowej[1]
- Warszawski Krzyż Powstańczy[1]
- Złoty Krzyż Zasługi (1955)[1][5]